# Dobay István (labdarúgó)
Dobay István, (Újszentes, 1909. szeptember 26. – Marosvásárhely, 1994. április 7.) román válogatott labdarúgó, csatár, majd edző.

## Pályafutása

### A román válogatottban
1930 és 1939 között 41 alkalommal szerepelt a román válogatottban és 19 gólt szerzett. Tagja volt az 1934-es és 1938-as világbajnokságon részt vevő csapatnak. Az első tornán egy, a másodion két gólt szerzett.

## Sikerei, díjai

### Játékosként
- Balkán kupa
  - győztes: 1933, 1936
- Román bajnokság
  - bajnok: 1932–33, 1934–35, 1935–36, 1937–38
  - gólkirály: 1932–33, 1933–34, 1934–35, 1936–37
- Román kupa
  - győztes: 1934, 1936

### Edzőként
- Román bajnokság
  - bajnok: 1956

## Statisztika

### Mérkőzései a román válogatottban
| Románia | Románia              | Románia                         | Románia                | Románia  | Románia       | Románia                | Románia | Románia |
| #       | Dátum                | Helyszín                        | Hazai                  | Eredmény | Vendég        | Kiírás                 | Gólok   | Esemény |
| ------- | -------------------- | ------------------------------- | ---------------------- | -------- | ------------- | ---------------------- | ------- | ------- |
| 1.      | 1930. május 25.      | Bukarest                        | Románia                | 8 – 1    | Görögország   | Balkán-kupa            | 1       | 77'     |
| 2.      | 1930. október 12.    | Szófia                          | Bulgária               | 5 – 3    | Románia       | Balkán-kupa            | -       |         |
| 3.      | 1932. június 12.     | Bukarest                        | Románia                | 6 – 3    | Franciaország | barátságos             | -       |         |
| 4.      | 1932. június 28.     | Belgrád (YUG)                   | Románia                | 3 – 0    | Görögország   | Balkán-kupa            | -       |         |
| 5.      | 1932. július 3.      | Belgrád                         | Jugoszlávia            | 3 – 1    | Románia       | Balkán-kupa            | -       |         |
| 6.      | 1932. október 2.     | Bukarest                        | Románia                | 0 – 5    | Lengyelország | barátságos             | -       |         |
| 7.      | 1933. június 4.      | Bukarest                        | Románia                | 7 – 0    | Bulgária      | Balkán-kupa            | 2       | 53' 62' |
| 8.      | 1933. június 6.      | Bukarest                        | Románia                | 1 – 0    | Görögország   | Balkán-kupa            | 1       | 24'     |
| 9.      | 1933. június 11.     | Bukarest                        | Románia                | 5 – 0    | Jugoszlávia   | Balkán-kupa            | 1       | 42'     |
| 10.     | 1933. október 29.    | Bern                            | Svájc                  | 2 – 2    | Románia       | vb-selejtező           | 1       | 18'     |
| 11.     | 1934. március 25.    | Pardubice                       | Csehszlovákia (amatőr) | 2 – 2    | Románia       | Európa-kupa (amatőr)   | 1       | 49'     |
| 12.     | 1934. április 29.    | Bukarest                        | Románia                | 2 – 1    | Jugoszlávia   | vb-selejtező           | 1       | 74'     |
| 13.     | 1934. május 27.      | Trieszt, Littorio Stadion (ITA) | Csehszlovákia          | 2 – 1    | Románia       | vb-nyolcaddöntő        | 1       | 10'     |
| 14.     | 1934. október 14.    | Lwów                            | Lengyelország          | 3 – 3    | Románia       | barátságos             | 2       | 11' 63' |
| 15.     | 1934. december 27.   | Athén (GRE)                     | Görögország            | 2 – 2    | Románia       | Balkán-kupa            | 1       | 5'      |
| 16.     | 1934. december 30.   | Athén (GRE)                     | Románia                | 3 – 2    | Bulgária      | Balkán-kupa            | -       |         |
| 17.     | 1935. január 1.      | Athén (GRE)                     | Jugoszlávia            | 4 – 0    | Románia       | Balkán-kupa            | -       |         |
| 18.     | 1935. június 17.     | Szófia, Junak Stadion (BUL)     | Jugoszlávia            | 2 – 0    | Románia       | Balkán-kupa            | -       |         |
| 19.     | 1935. június 19.     | Szófia                          | Bulgária               | 4 – 0    | Románia       | Balkán-kupa            | -       |         |
| 20.     | 1935. augusztus 25.  | Erfurt                          | Németország            | 4 – 2    | Románia       | barátságos             | -       |         |
| 21.     | 1935. szeptember 1.  | Stockholm                       | Svédország             | 7 – 1    | Románia       | barátságos             | -       |         |
| 22.     | 1935. november 3.    | Bukarest                        | Románia                | 4 – 1    | Lengyelország | barátságos             | -       |         |
| 23.     | 1936. május 10.      | Bukarest                        | Románia                | 3 – 2    | Jugoszlávia   | II. Károly király-kupa | -       |         |
| 24.     | 1936. május 17.      | Bukarest                        | Románia                | 5 – 2    | Görögország   | Balkán-kupa            | 1       | 76'     |
| 25.     | 1936. május 24.      | Bukarest                        | Románia                | 4 – 1    | Bulgária      | Balkán-kupa            | 1       | 69'     |
| 26.     | 1936. október 4.     | Bukarest                        | Románia                | 1 – 2    | Magyarország  | barátságos             | -       |         |
| 27.     | 1937. április 18.    | Bukarest                        | Románia                | 1 – 1    | Csehszlovákia | Eduard Benes kupa      | -       |         |
| 28.     | 1937. június 27.     | Bukarest                        | Románia                | 2 – 2    | Svédország    | barátságos             | -       |         |
| 29.     | 1937. július 5.      | Łódź                            | Lengyelország          | 2 – 4    | Románia       | barátságos             | 1       | 29'     |
| 30.     | 1937. július 8.      | Kaunas                          | Litvánia               | 0 – 2    | Románia       | barátságos             | -       |         |
| 31.     | 1937. július 12.     | Riga                            | Lettország             | 0 – 0    | Románia       | barátságos             | -       |         |
| 32.     | 1937. július 14.     | Tallinn                         | Észtország             | 2 – 1    | Románia       | barátságos             | -       |         |
| 33.     | 1937. szeptember 6.  | Belgrád, BSK Stadion            | Jugoszlávia            | 2 – 1    | Románia       | barátságos             | -       |         |
| 34.     | 1938. június 5.      | Toulouse (FRA)                  | Kuba                   | 3 – 3    | Románia       | vb-nyolcaddöntő        | 1       | 106'    |
| 35.     | 1938. június 9.      | Toulouse (FRA)                  | Kuba                   | 2 – 1    | Románia       | vb-nyolcaddöntő        | 1       | 39'     |
| 36.     | 1938. szeptember 6.  | Belgrád                         | Jugoszlávia            | 1 – 1    | Románia       | Eduard Benes kupa      | -       |         |
| 37.     | 1938. szeptember 25. | Bukarest                        | Románia                | 1 – 4    | Németország   | barátságos             | -       |         |
| 38.     | 1939. május 7.       | Bukarest                        | Románia                | 1 – 0    | Jugoszlávia   | II. Károly király-kupa | 1       | 88'     |
| 39.     | 1939. május 18.      | Bukarest                        | Románia                | 4 – 0    | Lettország    | barátságos             | 1       | 56'     |
| 40.     | 1939. május 24.      | Bukarest                        | Románia                | 0 – 2    | Anglia        | barátságos             | -       |         |
| 41.     | 1939. június 11.     | Bukarest                        | Románia                | 0 – 1    | Olaszország   | barátságos             | -       |         |
|         | Összesen             |                                 |                        | 41       | mérkőzés      |                        | 19      | gól     |